# Bode (Wipper)
Die Bode ist ein etwa 20 km langer, westnordwestlicher und linker Nebenfluss der Wipper in den Landkreisen Eichsfeld und Nordhausen in Thüringen.

## Name
Der Erstbeleg ist aus dem Jahr 749 (Bada). Der Name kann auf das germanische *baþa- als Synonym für 'warm' zurückgeführt werden (vgl. ahd 'bad', engl. 'bath'). Diese Etymologie setzt voraus, dass die Bode relativ warmes Wasser aufweist.

## Geographie

### Verlauf
Das Quellgebiet der Bode liegt im Ohmgebirge südlich von Holungen zwischen dem Schwarzenberg (491,4 m ü. NHN) im Norden, dem Ochsenberg (514,6 m) im Südosten und dem Bornberg (529,7 m) im Südwesten. Die Hauptquelle befindet sich beim ehemaligen Forsthaus Seegel.
Die Bode durchfließt zunächst in nördlicher Richtung durch Holungen und weiter in südöstlicher Richtung Bischofferode, Großbodungen, Kleinbodungen und Lipprechterode, um schließlich bei Bleicherode in die Wipper zu münden.

### Einzugsgebiet und Zuflüsse
Das Einzugsgebiet der Bode ist 105 km² groß. Zu ihren Zuflüssen gehören:
- Fischbach (re) bei Holungen
- Pfaffengrund (li) zwischen Holungen und Bischofferode
- Bopperöder Bode bzw. Bach (li) bei Bischofferode
- Hauröder Bach (re) zwischen Bischofferode und Großbodungen
- namenloser Bach (li) bei Großbodungen
- Hagebach (re) bei Großbodungen
- Herche (re) bei Kleinbodungen
- Krajaer Bach (re) zwischen Kleinbodungen und Lipprechterode
- Bauerngrund (Bach aus Helenenhof) (li) zwischen Kleinbodungen und Lipprechterode
- Bleiche (re) nordöstlich von Bleicherode

## Abfluss, Versalzung und Gewässergüte
Der langjährige mittlere Abfluss der Bode liegt oberhalb von 0,8 m³/s. Im Oberlauf wird der Fluss als „gering belastet“ (Gewässergüteklasse 2) bewertet. Sein Unterlauf ist durch Produktionsabwässer der Kaliindustrie belastet. Diese Abwässer werden in Bleicherode-Ost eingeleitet. Hier stellt die Thüringer Landesanstalt für Umwelt und Geologie bereits eine „kritische Belastung“ (Gewässergüteklasse 2–3) fest.

## Bildergalerie

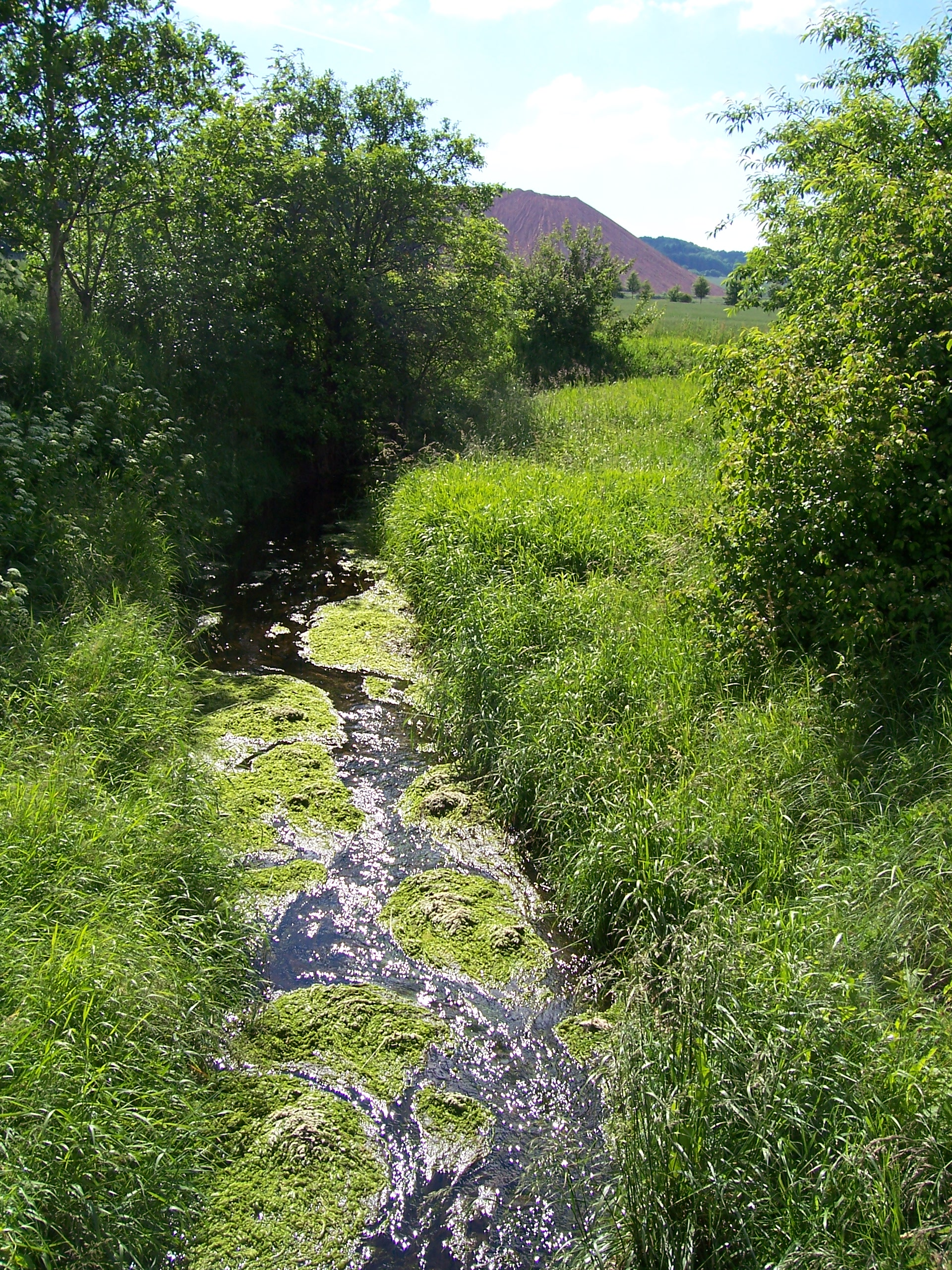
Die Bode in Bischofferode, Richtung Holungen gesehen
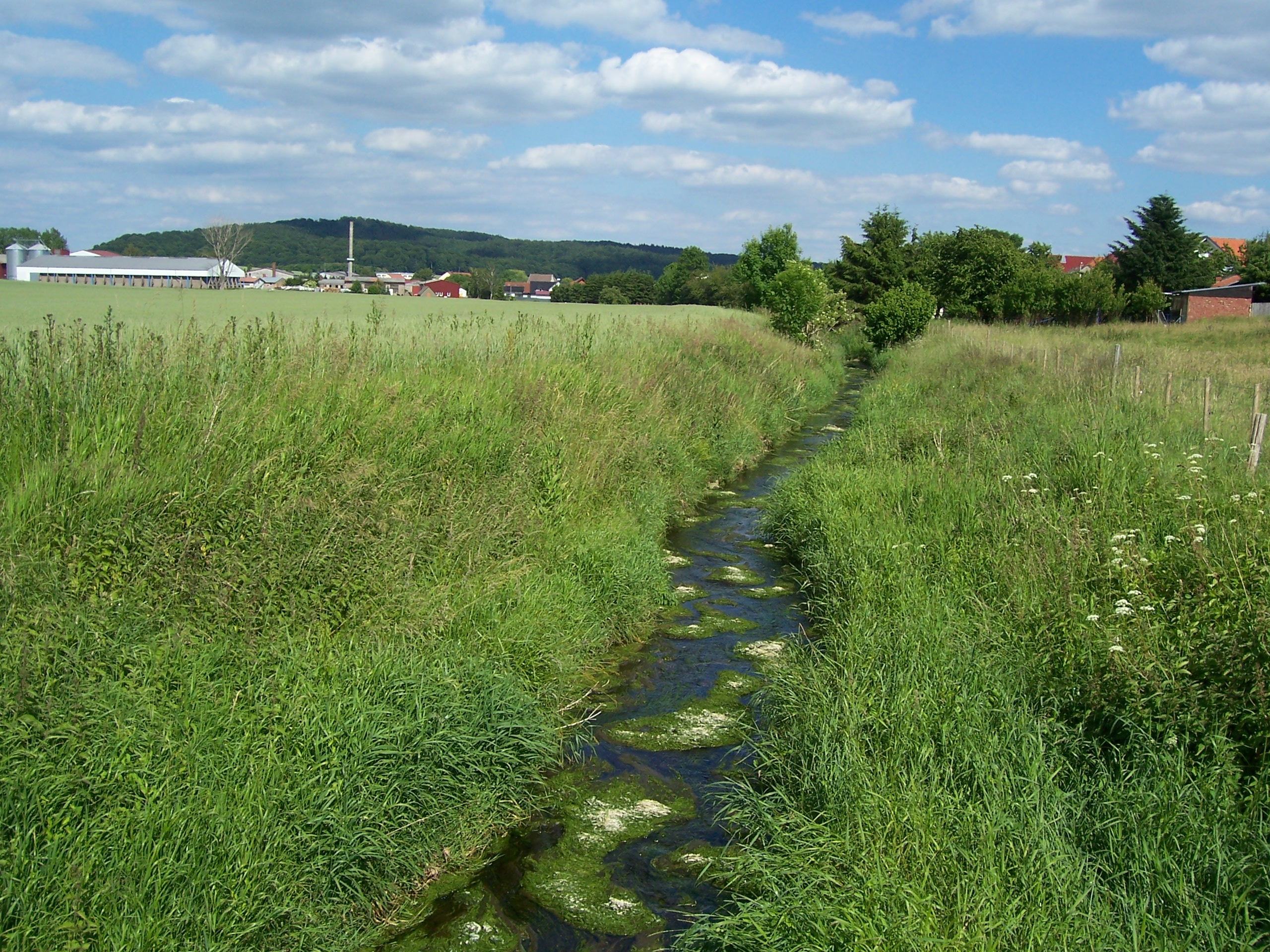
Die Bode in Bischofferode
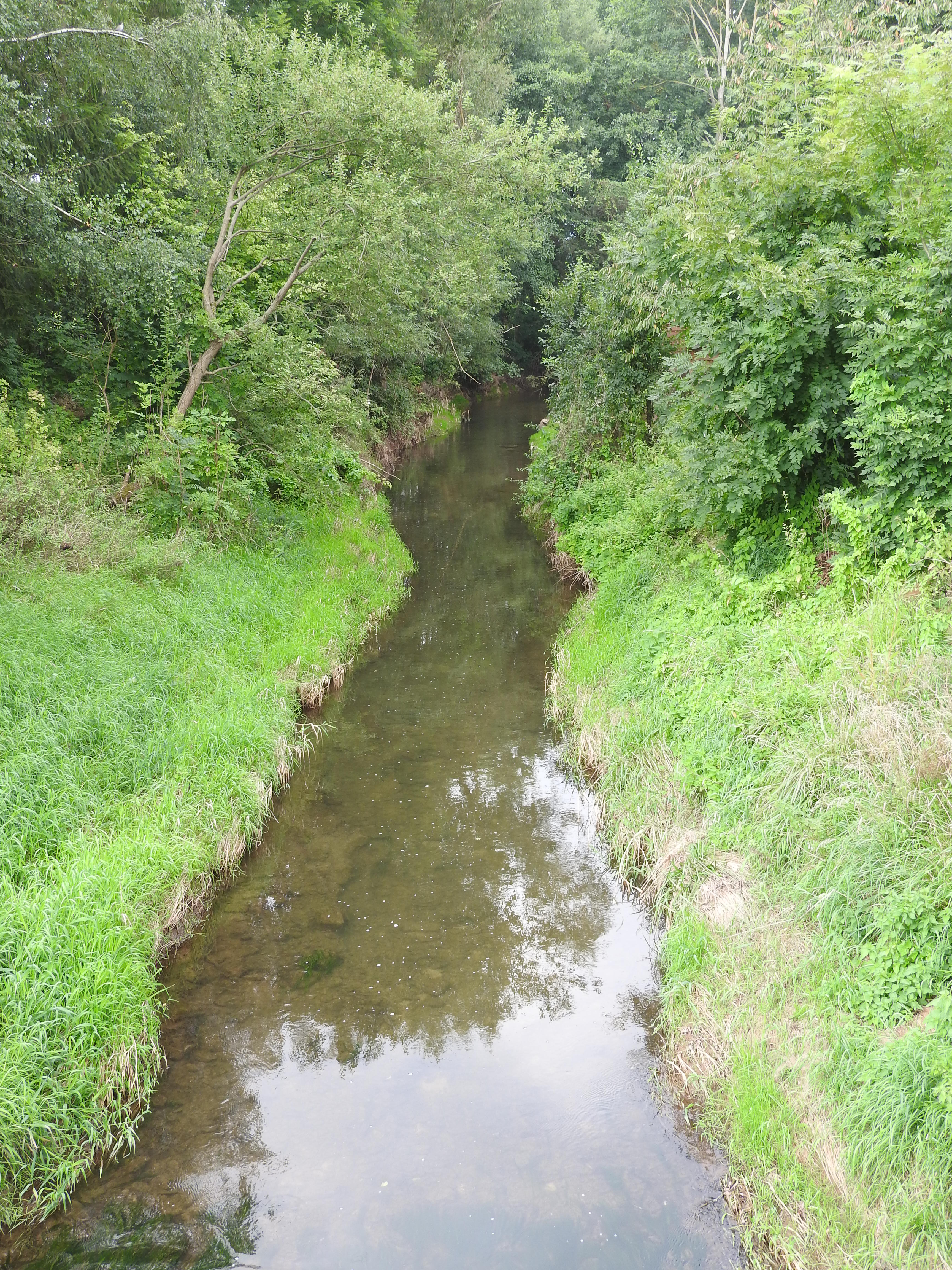
Der Fluss in Kleinbodungen
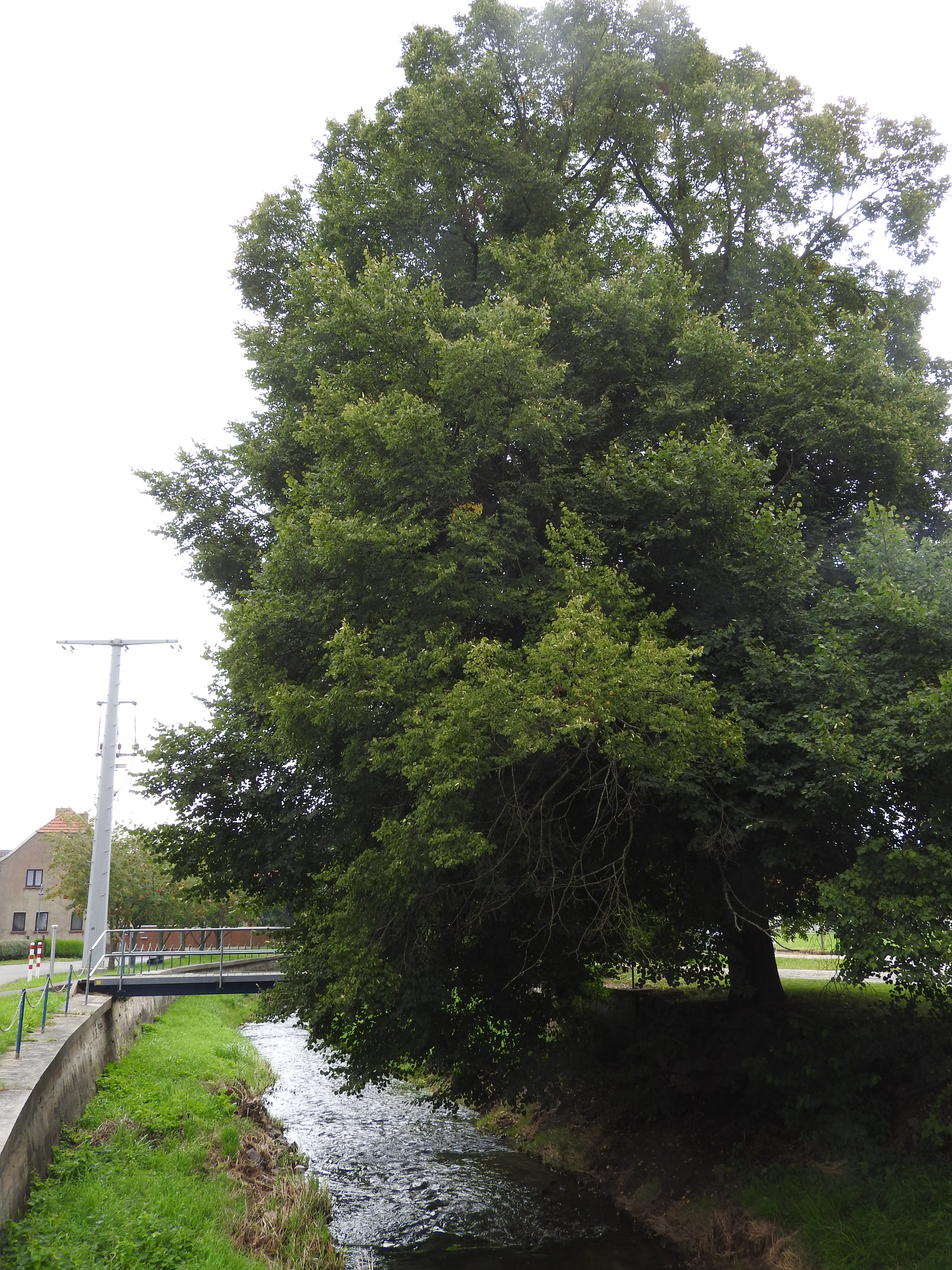
Die Bode in Kleinbodungen